# Aurelio Aureli
Aurelio Aureli (Venezia, prima del 1652 – Venezia, dopo il 1708) è stato un librettista italiano.

## Biografia
Sulla vita di Aureli si conosce poco. Esordì nel campo operistico nel 1652 con L'Erginda. Fino al 1687 fu operativo come librettista principalmente a Venezia, ad eccezione di un breve viaggio condotto a Vienna. Nella città lagunare fu membro dell'Accademia degli Imperfetti e forse anche dell'Accademia degli Incogniti. Dal 1688 al 1694 fu, invece, al servizio del Duca di Parma, durante quale periodo scrisse circa una dozzina di lavori drammatici, i quali vennero poi quasi tutti musicati dall'allora compositore di corte Bernardo Sabadini. Gli ultimi libretti furono scritti a Venezia e nelle altre città della Repubblica.

## Opere
La sua opera include ben 50 libretti, tra cui:
- Le fortune di Rodope e Damira, Pietro Andrea Ziani, Venezia 1657;
- Il Perseo, musicata da Andrea Mattioli, Venezia, Teatro ai SS. Giovanni e Paolo, 1665
- diverse versioni de L'Eliogabalo, musicate da Giovanni Antonio Boretti e Francesco Cavalli (1668); e da Pietro Simone Agostini (1670);
- La costanza di Rosmonda, musicata da Pietro Simone Agostini (1670);
- Ercole in Tebe , musicata da Giovanni Antonio Boretti, Venezia, Teatro Vendramino in S. Salvatore, 1671 (remake da parte dello stesso Aureli nel 1688 appositamente per il Teatro di Piacenza, col titolo cambiato in: L' Ercole Trionfante)
- Alessandro Magno in Sidone, musica di Marc'Antonio Ziani, Venezia, Teatro Grimano ai Santi Giovanni e Paolo, Carnevale 1679; Napoli, Palazzo Reale, 6 novembre 1679, poi Vicenza, Teatro di Piazza, 1682, poi come La Virtù Sublimata dal Grande, overo il Macedone continente, Venezia, Teatro di Canal Regio, 1683; Padova, Teatro Obizzi, 26 dicembre 1706;
- Talestri innamorata d'Alessandro Magno, Bernardo Sabadini;
- La ninfa bizzarra, Marc'Antonio Ziani, Novo Teatro sulla Brenta, Dolo 1657, (diversi rifacimenti, Rovigo 1706 come Gli amanti delusi, Venezia 1708 come Il cieco geloso con musica di Polani, San Giovanni in Persiceto 1729 come Amore e gelosia con musica di Buini; poi ripresa da Johann Adolf Hasse)
- Rosane imperatrice degli Assirij, Venezia fine Seicento.